# جوزيف سولوفيتشيك
جوزيف بير سولوفيتشيك (27 فبراير 1903 - 9 أبريل 1993) كان حاخامًا أرثوذكسيًا أمريكيًا كبيرًا، وتلموديًا، وفيلسوفًا يهوديًا حديثًا. كان سليلًا من السلالة الحاخامية اليهودية الليتوانية سولوفيتشيك.